# Coleslaw
Coleslaw (tiếng Việt: salad bắp cải hay xốt salad bắp cải)  từ thuật ngữ koolsla trong tiếng Hà Lan có nghĩa là "salad bắp cải", còn được gọi là cole slaw, New England salad, hoặc đơn giản là slaw, là một món ăn phụ bao gồm chủ yếu là bắp cải sống thái nhỏ  với xốt là dầu giấm, hoặc giấm, dầu thực vật, muối ăn) hoặc mayonnaise. Xà lách trộn được chế biến với dầu giấm có thể giữ được lâu do quá trình ngâm chua.

## Lịch sử

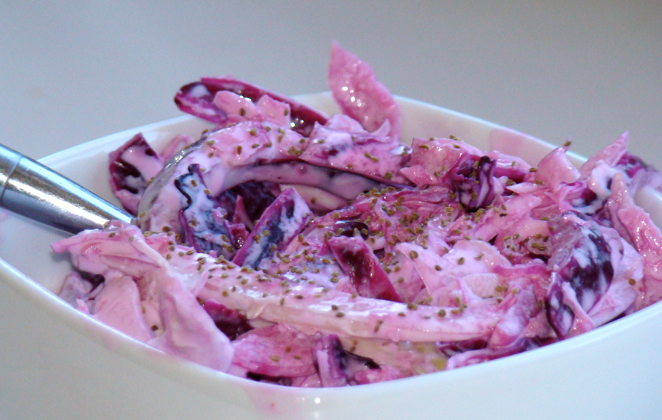
Xà lách trộn bắp cải tím

Thuật ngữ "xà lách trộn" xuất hiện vào thế kỷ 18 như một cách ghép âm của thuật ngữ tiếng Hà Lan "koolsla" ("kool" trong tiếng Hà Lan nghe giống như "cole") có nghĩa là "salad bắp cải". Phần "cole" của từ này cuối cùng bắt nguồn từ colis trong tiếng Latinh, có nghĩa là bắp cải.
Cuốn sách công thức nấu ăn năm 1770 The Sensible Cook: Dutch Foodways in the Old and New World chứa một công thức của bà chủ người Hà Lan của tác giả, bà đã trộn những dải bắp cải mỏng với bơ đun chảy, giấm và dầu.
Theo The Joy of Cooking (1997), bắp cải sống là thành phần hoàn toàn phù hợp duy nhất trong xà lách trộn; loại bắp cải, nước sốt và các thành phần thêm vào rất khác nhau. Giấm, mayonnaise, và các loại nước xốt làm từ kem chua đều được liệt kê trong danh sách; thịt xông khói, cà rốt, ớt chuông, dứa, dưa chua, hành tây và các loại rau thơm được đề cập cụ thể như các thành phần thêm vào có thể.

## Ăn kèm
Xà lách trộn thường được ăn như một món ăn kèm với các thực phẩm như gà rán và thịt nướng và có thể đi kèm với khoai tây chiên hoặc salad khoai tây như một món ăn phụ khác. Nó cũng có thể được sử dụng như một thành phần bánh sandwich, được đặt trên bánh mì thịt nướng, bánh mì kẹp thịt và xúc xích cùng với ớt và mù tạt nóng. Xà lách trộn cũng được sử dụng trên một biến thể của bánh sandwich Reuben, với xà lách trộn thay thế cho dưa cải bắp; sandwich thường được gọi là Rachel để phân biệt với Reuben.

## Các biến thể
Có nhiều biến thể, bao gồm việc bổ sung các thành phần khác như bắp cải đỏ, hạt tiêu, cà rốt bào sợi, hành tây, pho mát bào, dứa hoặc táo, trộn với nước sốt salad như mayonnaise hoặc kem. Có thể thêm nhiều loại gia vị, chẳng hạn như hạt cần tây. Bắp cải có thể ở dạng bằm nhuyễn, bào sợi hoặc hình vuông nhỏ. Các biến thể khác như dùng bông cải xanh, sử dụng bông cải xanh thái nhỏ thay cho bắp cải. Kem, kem chua hoặc bơ sữa để làm sốt. Xà lách trộn bơ thường được tìm thấy nhiều nhất ở miền nam Hoa Kỳ.

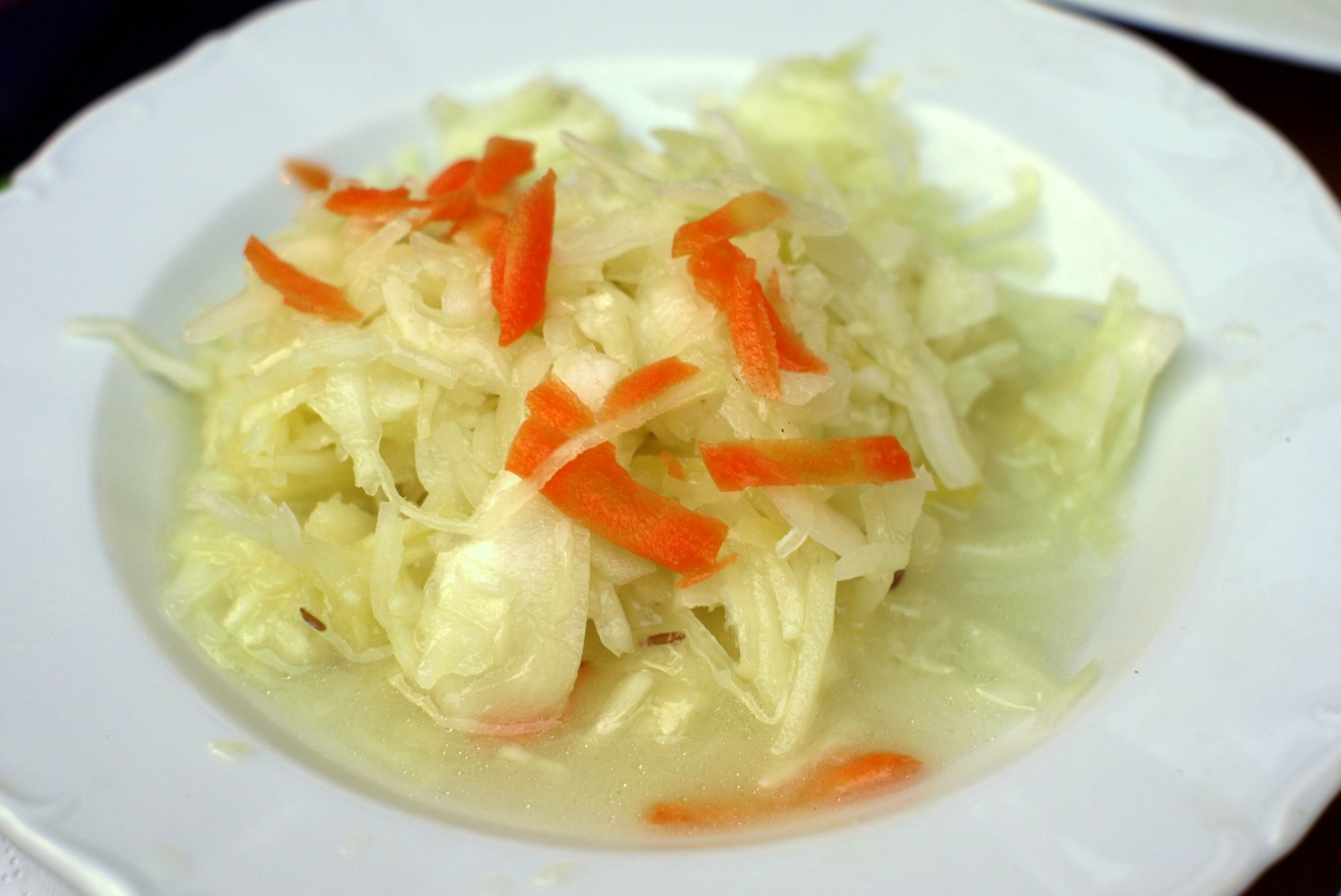
Krautsalat ở Munich, Đức

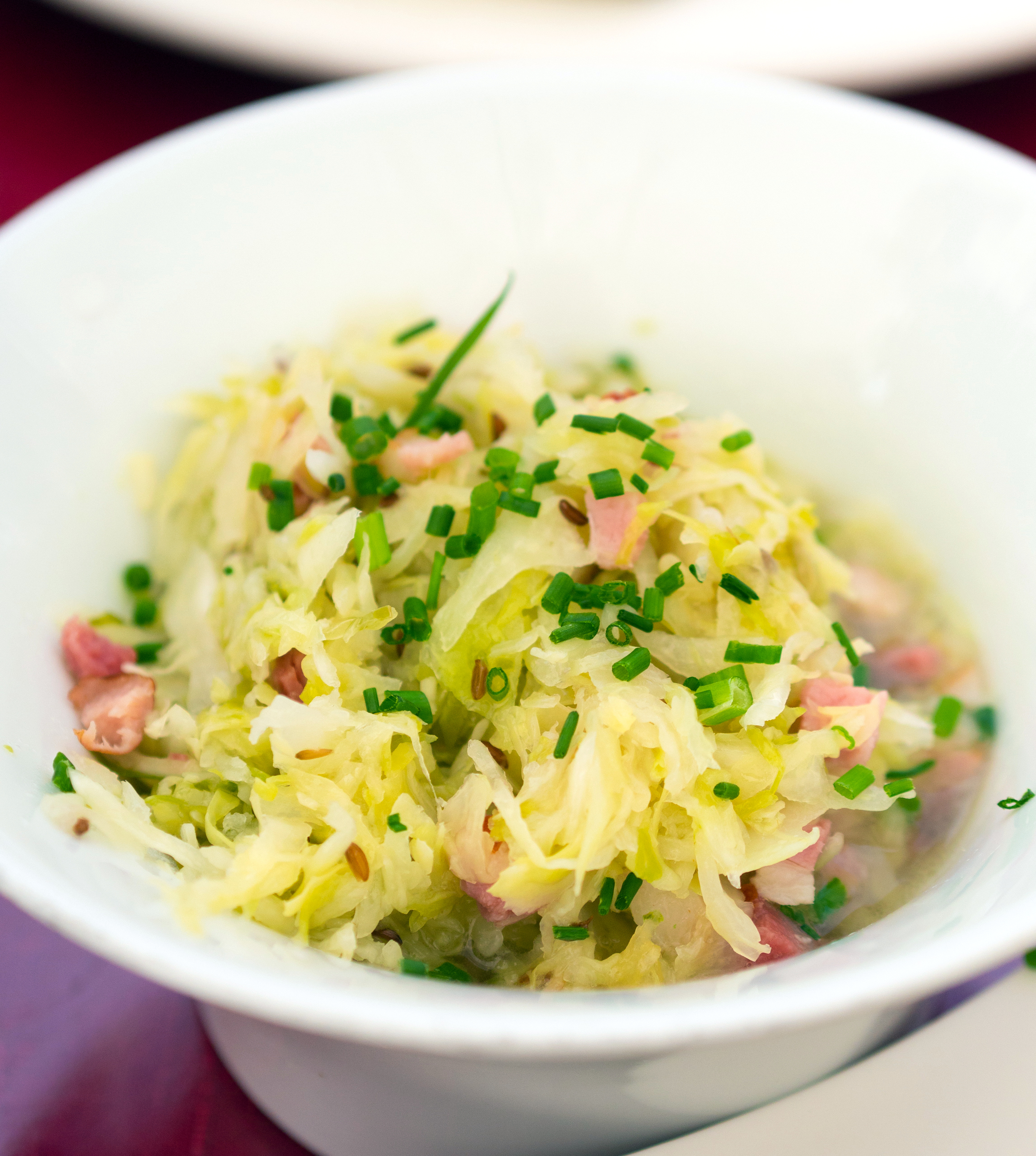
Warmer Speck Krautsalat là một món salad hạt và bắp cải Tyrolean.

### Đức
Krautsalat truyền thống của Đức bao gồm bắp cải thái nhỏ ướp với dầu và giấm. Đôi khi hành tây hoặc táo được thêm vào.

### Ý
Xà lách trộn với thịt nguội nấu chín và tiêu cắt lát (julienne cut) ở Ý được gọi là insalata capricciosa (capricious salad).

### Ba Lan
Nhiều loại salad làm từ bắp cải giống xà lách trộn thường được phục vụ như một món ăn kèm với món thứ hai vào bữa tối, bên cạnh thịt và khoai tây. Không có công thức nấu ăn cố định, nhưng các nguyên liệu điển hình bao gồm bắp cải trắng thái nhỏ (bắp cải đỏ và bắp cải Trung Quốc cũng không phải là hiếm), hành tây thái nhỏ, cà rốt bào sợi và rau mùi tây hoặc lá thì là, với nhiều loại có thể bổ sung. Chúng được nêm với muối, tiêu đen và một chút đường, và trộn với một chút dầu (thường là hướng dương hoặc hạt cải dầu) và giấm, trong khi nước sốt làm từ mayonnaise là không phổ biến. Một lựa chọn thay thế, thường được phục vụ với cá chiên, được làm bằng dưa cải bắp, vắt để loại bỏ nước muối dư thừa và tương tự được trộn với cà rốt, hành tây, tiêu đen, đường và dầu.
Bất kỳ món salad đơn giản nào thuộc loại đó, tức là món được làm từ rau sống thái nhỏ, được gọi là surówka (tiếng Ba Lan: surowy 'raw'). Nếu bắp cải là thành phần cơ bản, nó chỉ đơn giản được gọi là surówka z (kiszonej) kapusty, hoặc "salad bắp cải (chua)". Tên tiếng Anh "coleslaw" chủ yếu liên quan đến bắp cải trộn sốt mayonnaise. Nó thường được viết là "colesław" hoặc "kolesław" (phát âm [kɔˈlɛswaf]), vì sự giống nhau với nhiều tên kết thúc bằng "-sław" (ví dụ: Bolesław).

### Nga và Ukraine

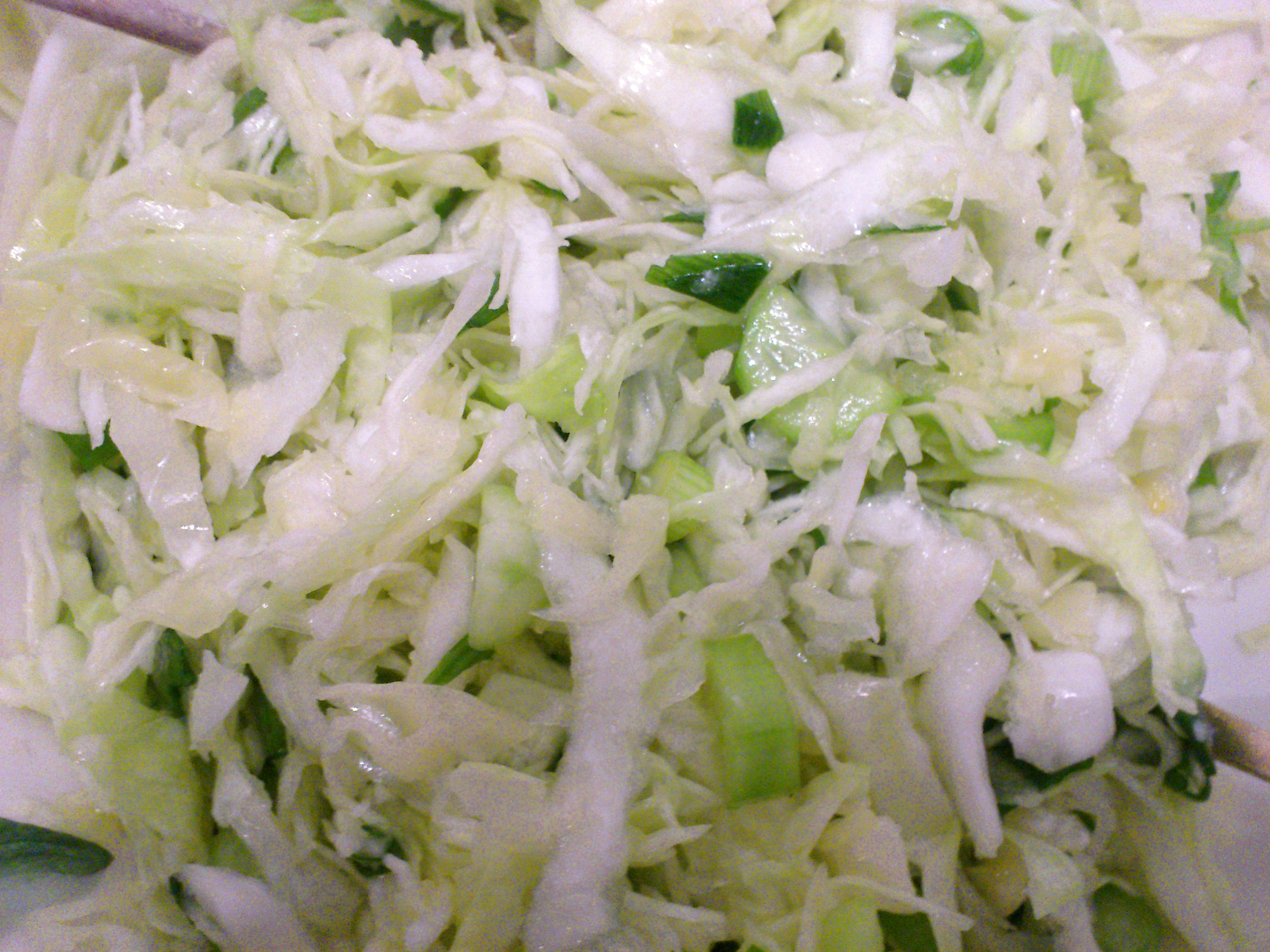
Một loại Nga và Ukraina được bôi dầu hướng dương

Ở Nga và Ukraine, món salad gồm bắp cải tươi cắt nhỏ, trộn với cà rốt, táo, nam việt quất, v.v., theo truyền thống, được trộn với dầu hướng dương chưa tinh chế. Bắp cải có thể được ướp trước với giấm sản xuất cabbage provençal (tiếng Nga: капуста провансаль, chuyển tự: kapusta provansal). Một món salad tương tự cũng được làm bằng sauerkraut.

### Thụy Điển
Ở Thụy Điển, một loại salad bắp cải đặc biệt được làm bằng dầu giấm bao gồm giấm hoặc axit axetic (tinh chất giấm), dầu thực vật, muối và gia vị được phục vụ theo kiểu cổ điển với bánh pizza và được gọi là pizzasallad  Công thức có thêm cà rốt và tỏi tây và được gọi là veckosallad vì giữ được rất lâu. (tiếng Thụy Điển: coleslaw, hay tiếng Thụy Điển: kålsallad) được dành riêng cho món salad bắp cải với cà rốt và xốt mayonnaise, và thường được xem như một phần của ẩm thực Mỹ.

### Anh
Ở Vương quốc Anh, xà lách trộn thường chứa cà rốt và hành tây ngoài bắp cải, và thường được làm với sốt mayonnaise hoặc kem salad. Một số biến thể bao gồm pho mát bào như phô mai cheddar, hoặc các loại hạt như quả óc chó và trái cây khô như sultanas hoặc nho khô.

### Hoa Kỳ
Ở Hoa Kỳ, xà lách trộn thường chứa bơ sữa, mayonnaise hoặc các chất thay thế mayonnaise, và cà rốt, mặc dù có nhiều biến thể theo vùng và các công thức nấu ăn kết hợp mù tạt hoặc giấm đã chuẩn bị mà không có bơ sữa và sốt mayonnaise cũng rất phổ biến. Thịt nướng, còn được gọi là slaw đỏ, được làm bằng nước sốt cà chua và giấm thay vì sốt mayonnaise. Nó thường được phục vụ cùng với thịt nướng Bắc Carolina, bao gồm cả thịt nướng kiểu Lexington, nơi, không giống như ở phần còn lại của tiểu bang, món nướng đỏ là sự đa dạng phổ biến.